# Kuwawur
Kuwawur is een bestuurslaag in het regentschap Pati van de provincie Midden-Java, Indonesië. Kuwawur telt 3693 inwoners (volkstelling 2010).